# 日本国憲法第85条
日本国憲法 第85条（にほんこく（にっぽんこく）けんぽう だい85じょう）は、日本国憲法の第7章にある条文であり、国費支出と国の債務負担について規定している。

## 条文
日本国憲法、e-Gov法令検索。

第八十五条国費を支出し、又は国が債務を負担するには、国会の議決に基くことを必要とする。

## 沿革

### 大日本帝国憲法
東京法律研究会 p.12-14

第六十二條
新ニ租税ヲ課シ及税率ヲ變更スルハ法律ヲ以テ之ヲ定ムヘシ
但シ報償ニ屬スル行政上ノ手數料及其ノ他ノ收納金ハ前項ノ限ニ在ラス
國債ヲ起シ及豫算ニ定メタルモノヲ除ク外國庫ノ負擔トナルヘキ契約ヲ爲スハ帝國議會ノ協贊ヲ經ヘシ
第六十四條
國家ノ歳出歳入ハ毎年豫算ヲ以テ帝國議會ノ協贊ヲ經ヘシ
豫算ノ款項ニ超過シ又ハ豫算ノ外ニ生シタル支出アルトキハ後日帝國議會ノ承諾ヲ求ムルヲ要ス
第六十七條
憲法上ノ大權ニ基ツケル既定ノ歳出及法律ノ結果ニ由リ又ハ法律上政府ノ義務ニ屬スル歳出ハ政府ノ同意ナクシテ帝國議會之ヲ廢除シ又ハ削減スルコトヲ得ス
第七十一條
帝國議會ニ於テ豫算ヲ議定セス又ハ豫算成立ニ至ラサルトキハ政府ハ前年度ノ豫算ヲ施行スヘシ

### 憲法改正要綱
「憲法改正要綱」、国立国会図書館「日本国憲法の誕生」。

二十五参議院ハ衆議院ノ議決シタル予算ニ付増額ノ修正ヲ為スコトヲ得サル旨ノ規定ヲ設クルコト
二十七第六十七条ノ規定ヲ改メ憲法上ノ大権ニ基ツケル既定ノ歳出ハ政府ノ同意ナクシテ帝国議会之ヲ廃除シ又ハ削減スルコトヲ得ルモノトスルコト
三十第七十一条ノ規定ヲ改メ予算不成立ノ場合ニハ政府ハ会計法ノ定ムル所ニ依リ暫定予算ヲ作成シ予算成立ニ至ルマテノ間之ヲ施行スヘキモノトシ此ノ場合ニ於テ帝国議会閉会中ナルトキハ速ニ之ヲ召集シ其ノ年度ノ予算ト共ニ暫定予算ヲ提出シ其ノ承諾ヲ求ムルヲ要スルモノトスルコト

### GHQ草案
「GHQ草案」、国立国会図書館「日本国憲法の誕生」。

#### 日本語
第七十八条
充当スヘキ特別予算無クシテ契約ヲ締結スヘカラス又国会ノ承認ヲ得ルニアラサレハ国家ノ資産ヲ貸与スヘカラス

#### 英語
Article LXXVIII.
No contract shall be entered into in the absence of an appropriation therefor, nor shall the credit of the State be pledged except as authorized by the Diet.

### 憲法改正草案要綱
「憲法改正草案要綱」、国立国会図書館「日本国憲法の誕生」。

第八十一
国費ヲ支出シ又ハ国ニ於テ債務ヲ負担スルハ国会ノ議決ニ基クニ非ザレバ之ヲ為スコトヲ得ザルコト

### 憲法改正草案
「憲法改正草案」、国立国会図書館「日本国憲法の誕生」。

第八十一条
国費を支出し、又は国が債務を負担するには、国会の議決に基くことを必要とする。

## 解説

### 国会の議決
予算の形式で行われる。